# Bruna cirkel-serien
Bruna cirkelserien är en skönlitterär bokserie utgiven 1949-1950 av B. Wahlströms bokförlag.
| Volym | Titel                                    | Författare                             | Utgivningsår |
| ----- | ---------------------------------------- | -------------------------------------- | ------------ |
| 1     | Pärlfiskarna: Söderhavsroman             | H. de Vere Stacpoole                   | 1949         |
| 2     | Två - en värld: kärlek och äventyr       | Peter B. Kyne                          | 1949         |
| 3     | Djungelns lockar: roman från tropikerna  | Tom Gill                               | 1949         |
| 4     | Livets källa: Roman från Orienten        | Jascha Golowanjuk                      | 1949         |
| 5     | Ödesdigert arv: Äventyrsroman            | Sydney Parkman                         | 1949         |
| 6     | Under nordliga stjärnor: Nordlandsroman  | William Mcleod Raine                   | 1949         |
| 7     | Kärlekens karusell                       | W. Somerset Maugham                    | 1950         |
| 8     | Spåret över prärien: Nybyggar-roman      | Vingie E. Roe                          | 1950         |
| 9     | Ett äktenskap: fransk sederoman          | Guy de Maupassant                      | 1950         |
| 10    | Ön utan lag: äventyrsroman               | Cecil Roberts                          | 1950         |
| 11    | För henne och äventyret: historisk roman | K. G. Ossiannilsson                    | 1950         |
| 12    | Duell i solen: kärlek och äventyr        | Niven Busch                            | 1950         |
| 13    | Ladys lusthus: Detektivroman             | Quentin Patrick                        | 1950         |
| 14    | Nära paradiset: roman från Tahiti        | Charles Nordhoff och James Norman Hall | 1950         |
| 15    | Under jorden i Paris: spionage-roman     | David Garth                            | 1950         |